# Visselbergs göl
Visselbergs göl är en sjö i Ljungby kommun i Småland och ingår i Fylleåns huvudavrinningsområde. Sjöns area är 0,005 kvadratkilometer och den befinner sig 164 meter över havet.